# Recommended Records
Recommended Records (RēR) ist ein britisches, unabhängiges Aufzeichnungs- und Verteilungsnetz für politische und Experimentelle Musik im Bereich Rock-Musik.
Gründer der Organisation sind Chris Cutler und Henry Cow, die 1978 in London das Label gründeten. 
1978 organisierte Veit F. Stauffer in Zürich ein Konzert mit der Band Henry Cow. Auf Anregung von Chris Cutler gründete Stauffer 1979, zusammen mit Daniel Waldner in der Schweiz „Records (RecRec)“, zunächst als Mailorderversand, 1981 mit einem eigenen Ladenlokal, 1983 folgte das Label (RecRec) mit eigener Musikproduktion. 1991 erschien der erste umfassende Rec-Rec-Gesamtkatalog, mit einer chronologischen Beschreibung jeder aufgeführten Band.
Das Label veröffentlichte über sechzig Bands und Künstler, darunter Fred Frith, Debile Menthol, The Ex, Nimal, Negativland und Guy Klucevsek.